# Stevensia buxifolia
Stevensia buxifolia là một loài thực vật có hoa trong họ Thiến thảo. Loài này được Poit. miêu tả khoa học đầu tiên năm 1804.